# Jan Míšek
Jan Míšek (* 4. prosince 1976, Hradec Králové) je sbormistr Chlapeckého sboru BONIFANTES, zároveň je zřizovatelem a uměleckým ředitelem Základní umělecké školy BONIFANTES.

## Životopis
Své první sbormistrovské zkušenosti získal vedením přípravných oddělení Boni pueri. Jeho profesory dirigování byli prof. Jiří Skopal (Univerzita Hradec Králové) a doc. Vlastislav Novák (Konzervatoř Pardubice). Je absolventem několika mistrovských dirigentských kurzů (prof. Gert Frischmuth, Gábor Hollerung, prof. Friedrich Krell, Robert Sund, prof. Jerry Jordan) a Bachakademie Stuttgart pod vedením prof. Helmutha Rillinga.
V roce 1993 založil sbor Gymnázia J. K. Tyla, v roce 1996 se postavil do čela Komorního sboru Kantiléna a podnítil vznik Královéhradeckého mužského sboru. V roce 1999 uskutečnil svůj velký sen a v Pardubicích založil Chlapecký sbor BONIFANTES. Přes své mládí získal řadu ocenění za mimořádný dirigentský výkon a dramaturgii. Během krátké doby se svými sbory získal na různých mezinárodních soutěžích 16 zlatých (např. s Královéhradeckým mužským sborem na 1. světové sborové Olympiádě v rakouském Linzi v kategorii mužských sborů) a 13 stříbrných medailí. Jako hostující dirigent spolupracuje s orchestry (Komorní filharmonie Pardubice, Barocco sempre giovane, Orchestr Pražské konzervatoře…).
Jan Míšek se věnuje i skladatelské činnosti. Je autorem několika kantát (Inter arma silent musae, Holčička se sirkami). Je vicelaureátem Joseph Dorfman International Composer’s Competition. Jan Míšek je také šéfredaktorem a duchovním otcem projektu SBOR.CZ – ZBOR.SK, českého a slovenského internetového serveru pro sborové umění. Odborníky je oceňován zejména za interpretaci hudby 20. století. V současné době se intenzivně věnuje také autentické interpretaci staré hudby, spolupracuje se soubory Ensemble Baroque a Schola Gregoriana Pragensis.
Jan Míšek je zakladatelem a zřizovatelem Základní umělecké školy BONIFANTES.

## Hudební vzdělání, sbormistrovská průprava
- PedF Univerzity Hradec Králové (prof. Jiří Skopal)
- Konzervatoř Pardubice (doc. Vlastislav Novák)
- Mistrovské dirigentské kurzy:
  - 1998 – Zwickau – Gábor Hollerung (H) a prof. Gert Frischmuth (D)
  - 1999 – Wernigerode – prof. Friedrich Krell (D), Gábor Hollerung (H) a Robert Sund (SWE)
  - 2001 – Wernigerode – prof. Jerry Jordan (USA), Gábor Hollerung (H)

## Dirigentské ceny
- 1997 – Mezinárodní soutěž pěveckých sborů v Litomyšli
- 1999 – Mezinárodní soutěž Felixe Mendelssohna – Bartholdy v Pohlheimu (D)
- 2001 – Mezinárodní soutěž Musica Sacra Praga
- 2003 – Mezinárodní soutěž Musica Sacra Praga, Mezinárodní festival Bohuslava Martinů, Ocenění Unie českých pěveckých sborů “Sbormistr Junior”